# Charles-Éléonore Dufriche-Desgenettes

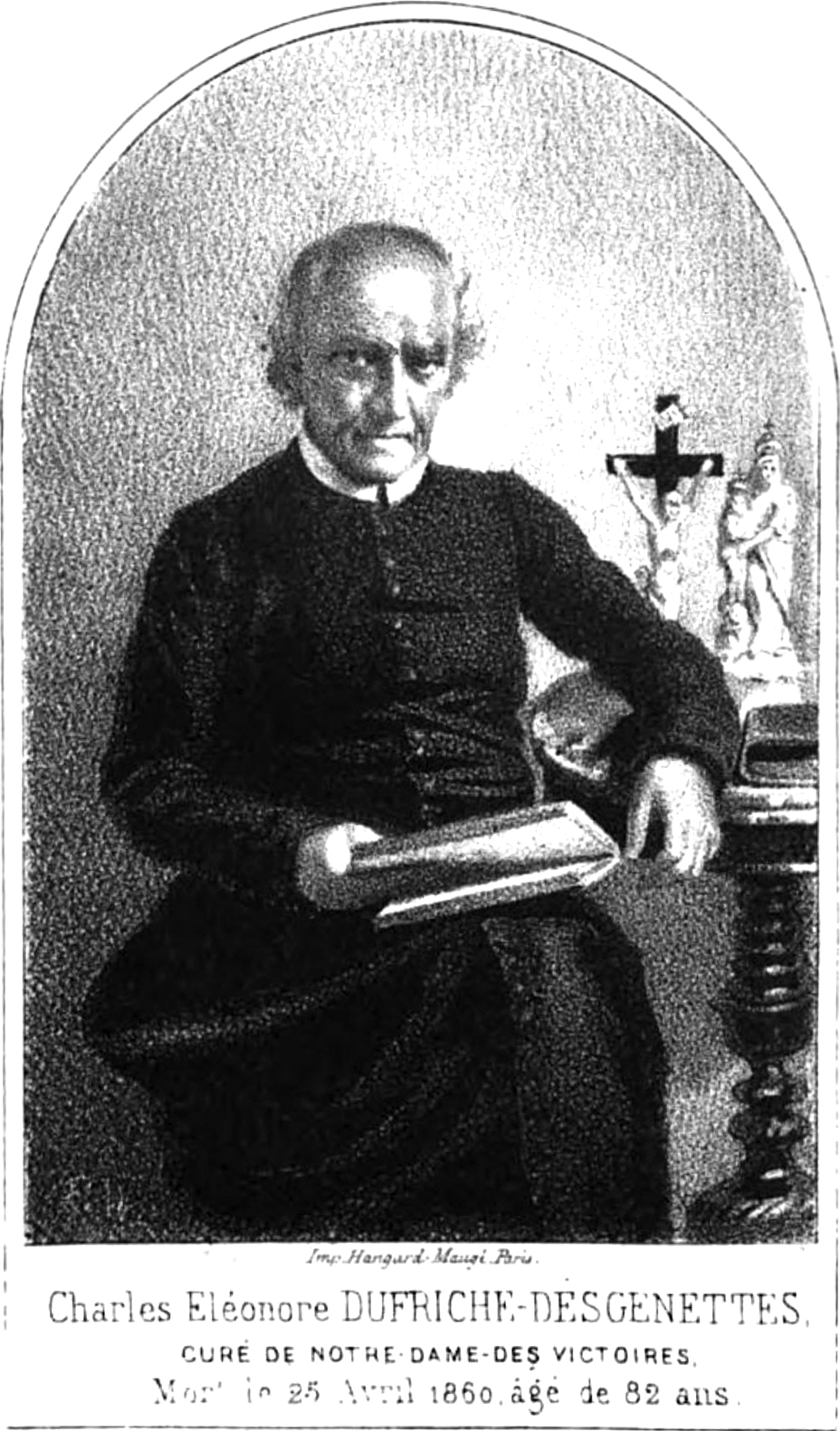
Charles-Éléonore Dufriche-Desgenettes.

Charles-Éléonore Dufriche-Desgenettes (Alenzón, 10 de agosto de 1778-París, 25 de abril de 1860) fue un sacerdote francés fundador de la Archicofradía del Santo e Inmaculado Corazón de María.

## Biografía
Fue ordenado sacerdote en 1805 y estuvo en la diócesis de Séez. Fue párroco de la Iglesia de Nuestra Señora de las Victorias de París desde 1832.
El 3 de diciembre de 1836 tuvo la idea de consagrar la parroquia al Inmaculado Corazón para la conversión de los pecadores. El 11 de diciembre creó un grupo de fieles para la conversión de los pecadores bajo la protección del Inmaculado Corazón. Con esta base, fundó la Archicofradía del Inmaculado Corazón, que fue aprobada por el papa Gregorio XVI en 1838.